# سرخسيات عتيقة
السرخسيات العتيقة (الاسم العلمي:†Archaeopteridales) هي رتبة منقرضة من النباتات تتبع طائفة عاريات البذور البدائية. وكانت أشجار الغابات المهيمنة في الديفوني المتأخر.

## التصنيف
- السراخس العتيقة
  - السرخس العتيق